# Алферовская (Вашкинский район)
Алферовская — деревня в Вашкинском районе Вологодской области.
Входит в состав Андреевского сельского поселения, с точки зрения административно-территориального деления — в Андреевский сельсовет.
Расстояние по автодороге до районного центра Липина Бора — 42 км, до центра муниципального образования деревни Андреевская — 4 км. Ближайшие населённые пункты — Аншевская, Гришинская, Первомайский.
По переписи 2002 года население — 3 человека.